# Підгорецький монастир
Підгорецький монастир — василіянський чоловічий монастир в Україні, в селі Підгірці на Львівщині. Належить Українській греко-католицькій церкві. Пам'ятка архітектури XVIII століття. Розташований у долині серед лісів. Вище монастиря лежить відоме городище Пліснесько — залишки стародавнього міста, згаданого в Літописі Руському під 1188 роком, а також у Слові о полку Ігоревім.

## Назва
- Благовіщенський монастир чину Святого Василія Великого — чинна офіційна назва на честь Благовіщення.
- Підгорецький монастир — за назвою села.
- Пліснеський монастир — з назвою городища.
- Василіянський монастир — за назвою ордену.

## Історія
Побудований у 1706–1750 роках на місці давньоруського монастиря, який за легендою заснувала у ХІІ ст. белзька князівна Олена Всеволодівна і зруйнований 1241 року монголами.
Церкву та монастир було відновлено за сприяння дідича села Станіслава Конецпольського (1591–1646). Про це свідчив напис по лівій стороні від царських воріт. У церкві були портрети Карла Радзивілла, Вацлава Жевуського та його дружини Анни з князів Любомирських.
Наприкінці XVIII — на початку XIX ст. «колятором» (опікуном) монастиря був Іґнацій Мйончинський.
Над дверима церкви було розміщене зображення княжни Гелени. В монастирі була бібліотека стародруків.
Монастир у радянські часи був філіалом туберкульозної лікарні, лише 1991 року його було передано монахам-василіянам, які за короткий час повністю відновили святиню.

## Архітектура
Монастирський ансамбль належить до визначних пам'яток барокової архітектури галицької школи. В теперішній час його складають церква, корпус келій, огорожа, дзвіниця та кілька менших споруд.

### Онуфріївська церква
Онуфріївська церква побудована у 1726–1750 роках, оздоблювальні роботи тривали до 1770-х років.
Церква є тринавною купольною базилікою з гранчастою апсидою. Центральну частину вінчає баня на восьмигранному підбаннику зі світловим ліхтарем.
Пізньобарокова вівтарна конструкція (1754–1766) Онуфріївської церкви Пліснецько-Підгорецького монастиря за своїм вирішенням суттєво наближається до латинських вівтарів, позбавлених царських врат. За одними даними, Павло Гіжицький (різьбяр, архітектор, художник) був автором головного вівтаря в церкві. За іншими, він також створив проект іконостаса-вівтаря.

## Ігумени
Домініканець Садок Баронч у публікації «Monaster OO. Bazylianów w Podhorcach» (1881) подає список ігуменів Підгорецького монастиря до 1875 року.
- о. Ілля Гостиславський (1662—1666; перший настоятель; прибув до Підгірців зі Скиту Манявського 4 серпня 1661)
- о. Йов (1667)
- о. Йоіл Бачинський (зрікся настоятельства через хворобу)
- о. Вартоломей Вишотравка
- о. Гедеон Гошовський (згодом став Почаївським настоятелем)
- о. Атанасій Береза (1676; разом з братією постраждав від турків)
- о. Созонт Ломиковський (невдовзі зрікся настоятельства)
- о. Ісая Бузький (1685)
- о. Созонт Ломиковський (його обрали отці на настоятеля, хоч він раніше і зрікся був цього уряду)
- о. Партеній Ломиковський (1686—1729; прийняв Унію, розбудував Підгорецький монастир)
- о. Климентій Словіцький
- о. Анастасій Жлобінський (вікарій)

…
- о. Софроній Добрянський (листопад 1739 — вересень 1745; перший настоятель після утворення Руської провінції)
- о. Макарій Неронович
- о. Єронім Фірліковський
- о. Самуїл Юркевич (1751—1755)
- о. Атанасій Чарковський (1759)
- о. Єронім Озємкевич (1761—1764)
- о. Віґілій Шадурський (1764—1765)
- о. Салюстій Коблянський (від 1765)
- о. Донат Євлашевич (1773—1776)
- о. Анатолій Водзинський (1776; цього ж року переведений до Почаєва)
- о. Вінкентій Загоровський (1776—1778)
- о. Анатолій Водзинський (1778—1781)
- о. Боніфатій Хомиковський (1781)
- о. Алімпій Ангелович (1781—1784)
- о. Ігнатій Филипович (1784—1800)
- о. Юліян Добриловський (1801—1803)
- о. Йосафат Зиповський
- о. Касіян Дідицький
- о. Аполінарій Забати
- о. Гімназій Дашкевич (1806—1818)
- о. Маркіян Тарнавський (1818—1822)
- о. Гімназій Дашкевич (1822—1831)
- о. Софроній Опуський (1831—1835)
- о. Дометій Фізьо (1835—1842)
- о. Бенедикт Ольшанський (1842—1857)
- о. Лукіян Петрушевський (1857—1861)
- о. Климентій Сарницький (1861, тимчасовий настоятель)
- о. Никанор Краєвський (1861—1865)
- о. Климентій Сарницький (1865, тимчасовий настоятель)
- о. Юліян Телішевський (1865—1868)
- о. Яків Загайський (1868—1869)
- о. Матей Новодворський (1869—1870, заміняв ігумена)
- о. Іван Барусевич (1871—1872)
- о. Марко Лонкевич (1872—1874)
- о. Леонтій Осмільовський (1874—1881)
- о. Антоній Загорович (1882—1884)
- о. Йосафат Франковський (1884—1886)
- о. Амвросій Тарчанин (1886—1888)
- о. Модест Лободич (1888)
- о. Антоній Кучинський (1889)[6]
- о. Лонгин Карпович (1893—1900)

…
- о. Григорій Залуцький (1900—1903, перший реформований ігумен)
- о. Сильвестр Кізима (1903)
- о. Амброзій Мушкевич (1903—1905)
- о. Григорій Залуцький (1905—1914)
- о. Виніамин Муциковський (1914—1919)
- о. Мар'ян Повх (1919—1920)
- о. Юліян Дацій (1920—1932)
- о. Яків Вацура (1932—1934)
- о. Доротей Сироїд (1934—1935)
- о. Веніамин Розгін (1935—1936)
- о. Яків Вацура (1937—1942)
- о. Іриней Готра-Дорошенко (1942—1943)[7]
- о. Мартиніян Луців (1943—1947, останній ігумен перед закриттям монастиря радянською владою)

…
- о. Павло Яхимець (1990—1991, перший настоятель відновленої обителі)
- о. Дам'ян Кастран (1992—1995)
- о. Володимир Вірста
- о. Теодор Пилявський
- о. Григорій Бардак
- о. Степан Романик
- о. Роман Шелепко
- о. Назарій Лех (2004—2007)
- о. Віктор Батіг (2007—2020)
- о. Юліян Хомечко (з 2020)

## Світлини

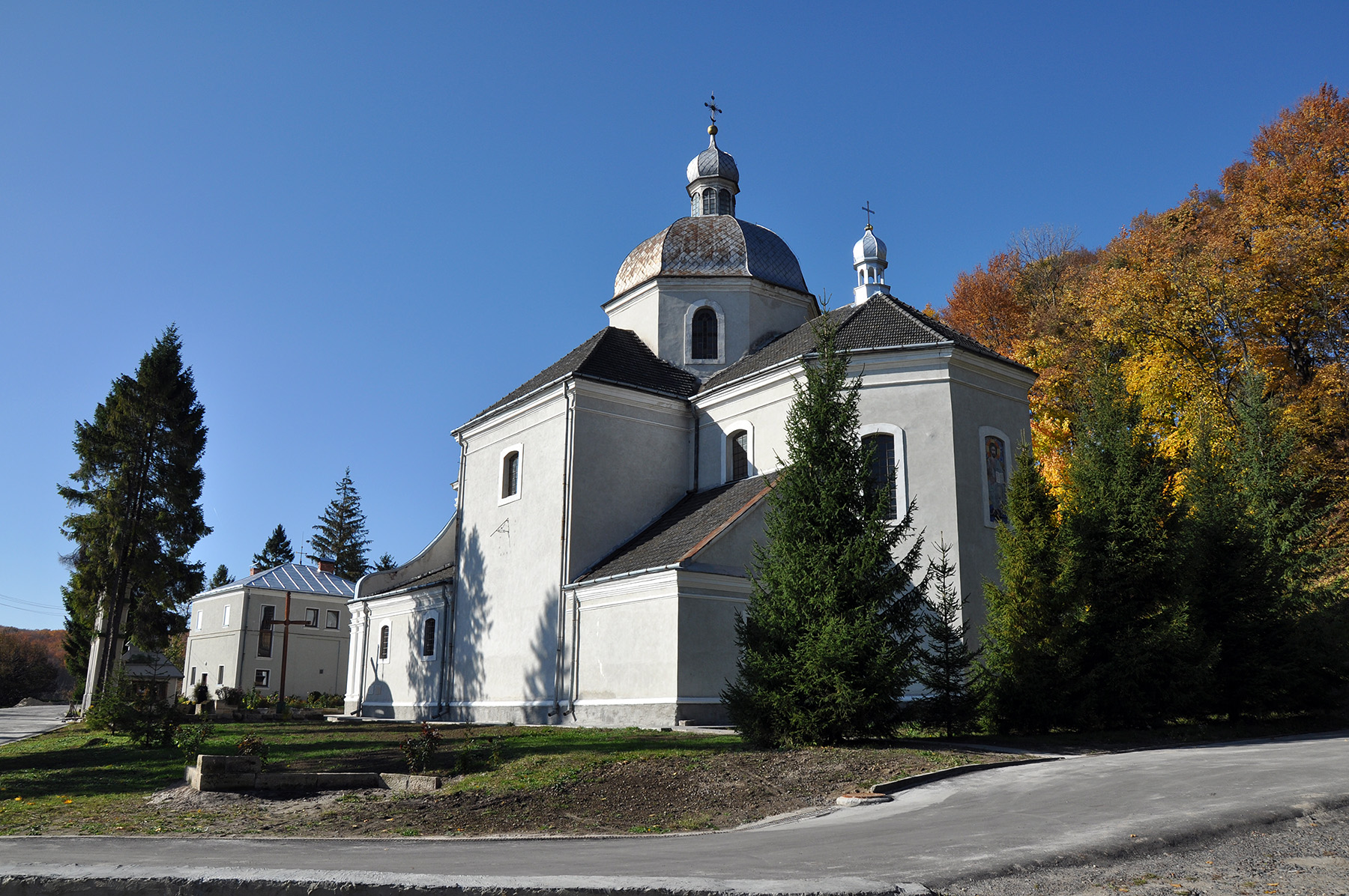
Онуфріївська церква Підгорецького монастиря
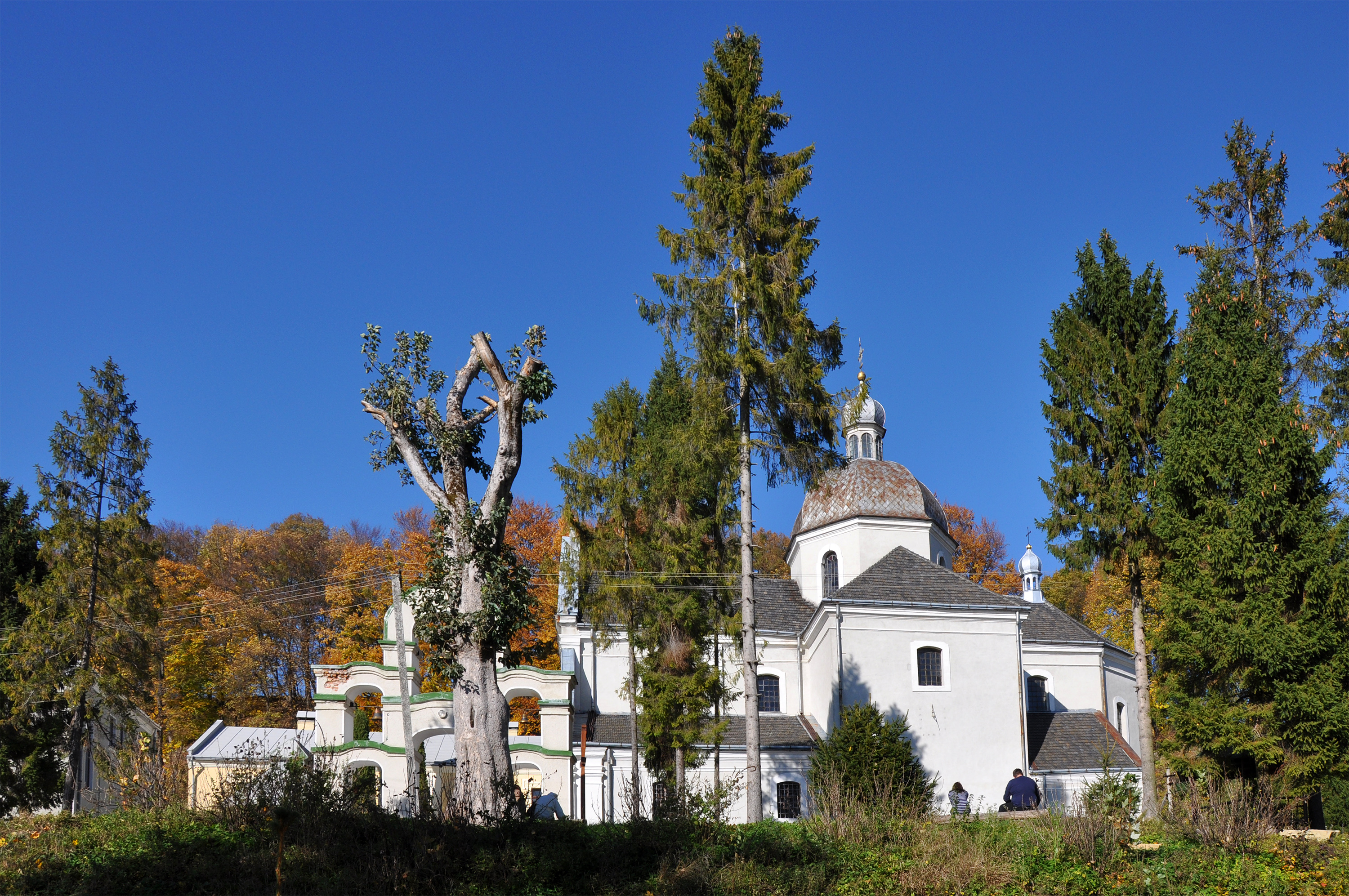
Загальний вид на Підгорецький монастир
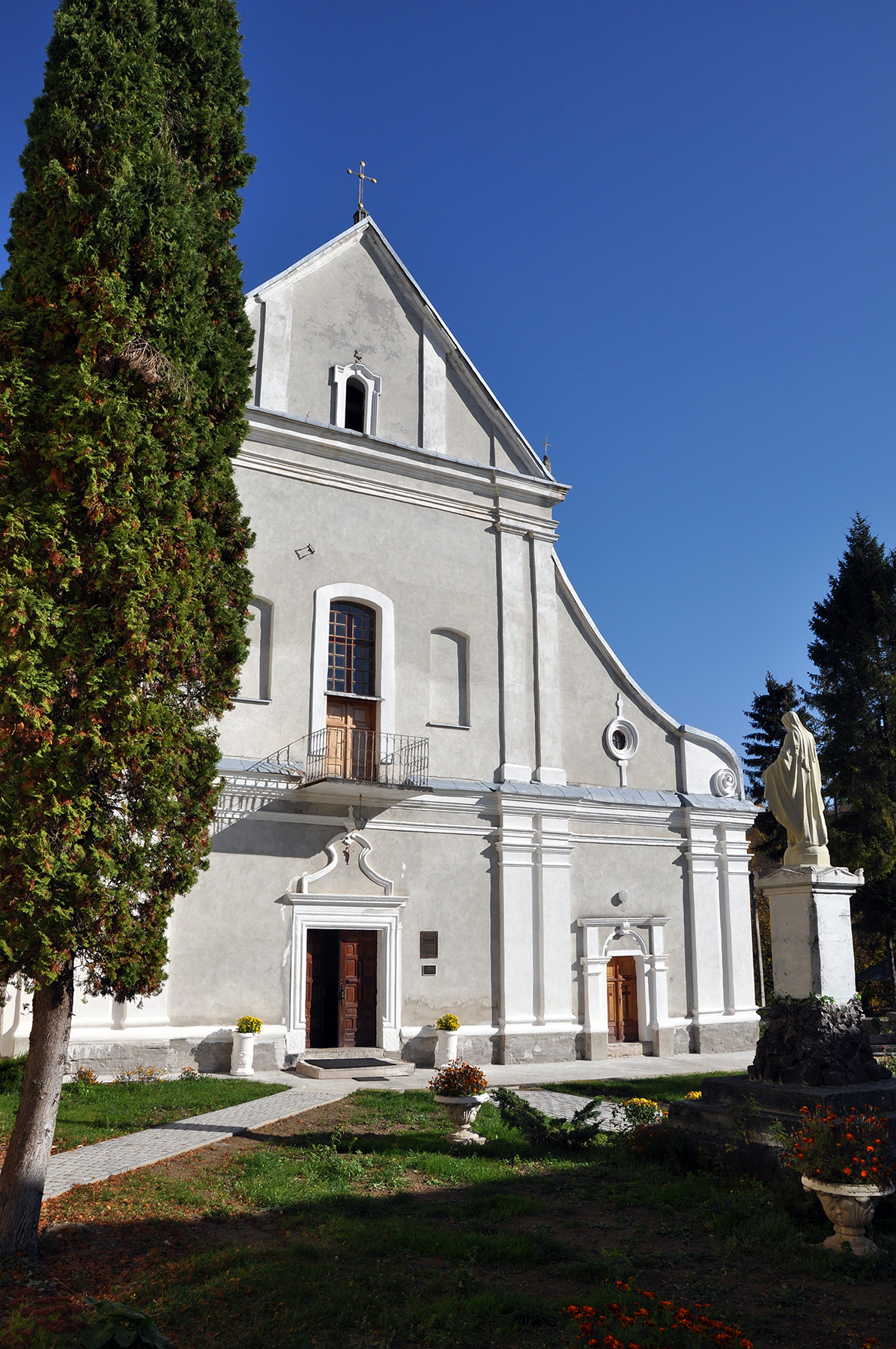
Фасад церкви святого Онуфрія
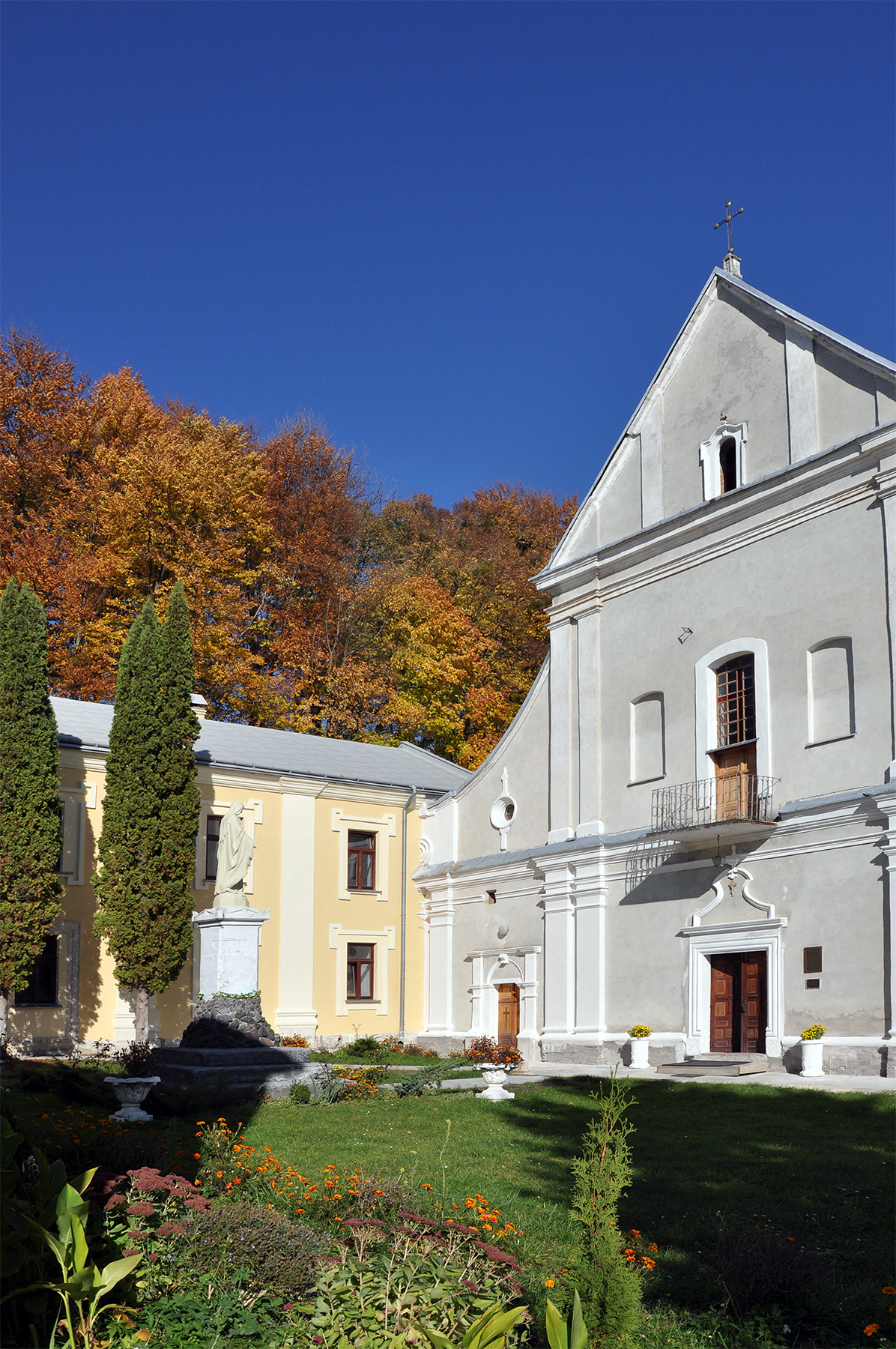
Церква святого Онуфрія і примикаючі до неї келії
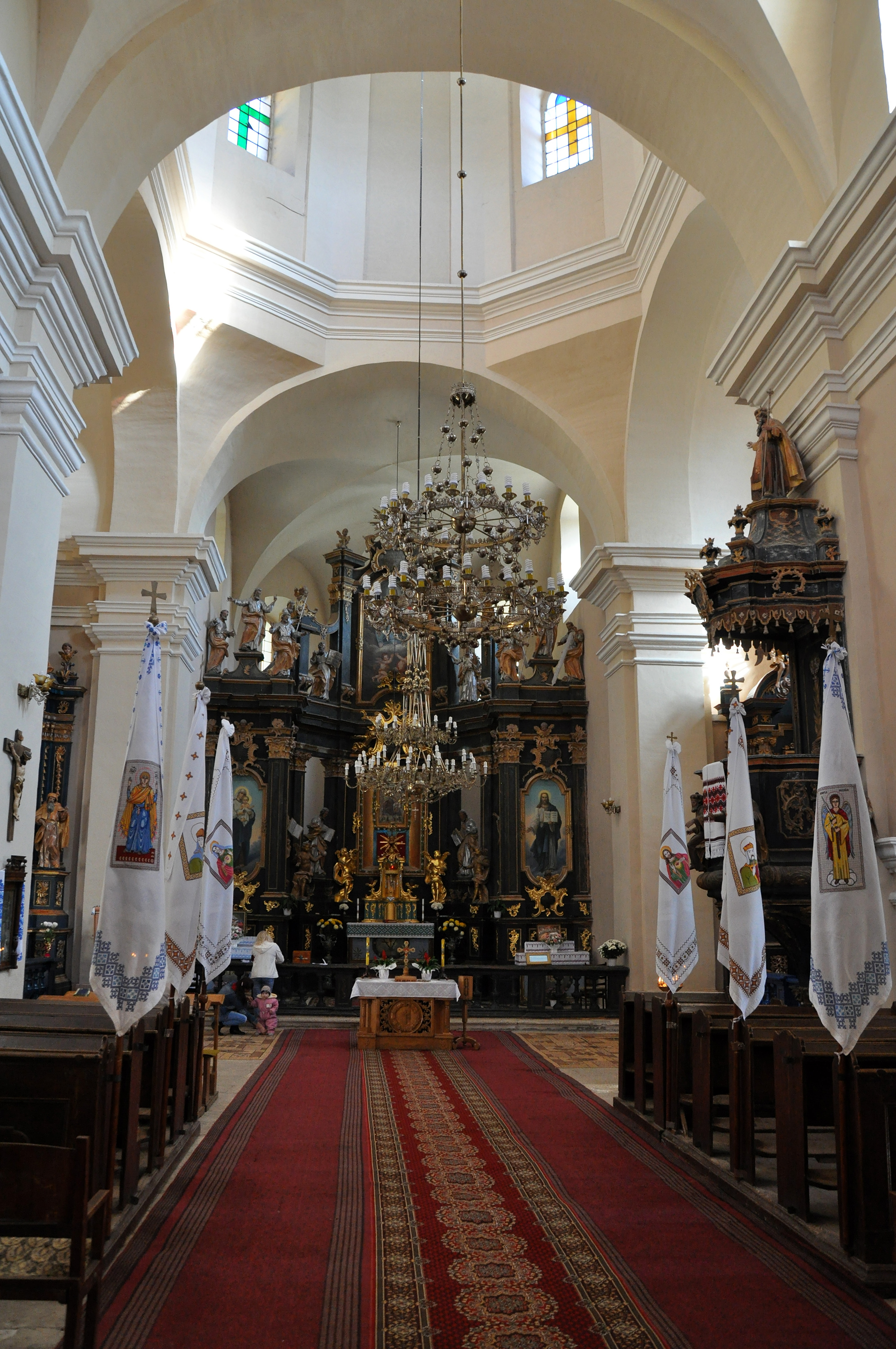
Інтер'єр церкви святого Онуфрія